# 弗拉特羅克 (伊利諾伊州)
弗拉特羅克（英語：Flat Rock）是位於美國伊利諾伊州克勞福德縣的一個村落。

## 地理
弗拉特羅克的座標為38°54′08″N 87°40′21″W / 38.90222°N 87.67250°W，而該地最高點為海拔高度153米（即502英尺）。

## 人口
根據2010年美國人口普查的數據，弗拉特羅克的面積為2.22平方千米，當中陸地面積為2.22平方千米，而水域面積為0.00平方千米。當地共有人口331人，而人口密度為每平方千米149人。